# Bodensee (Steiermark)
Der Bodensee (auch Steirischer Bodensee) befindet sich in den Schladminger Tauern südlich von Aich beziehungsweise südöstlich von Schladming in der Steiermark. Er liegt auf dem Gebiet der früheren Gemeinde Gössenberg, die am 1. Jänner 2015 nach Aich eingemeindet wurde und seither eine Katastralgemeinde von Aich ist. Auf einer Höhe von 1157 m ü. A. gelegen, ist der Bodensee über einen 15- bis 20-minütigen Fußweg vom nahegelegenen Parkplatz erreichbar, zu welchem eine Mautstraße führt.
Oberhalb des Bodensees befindet sich der Hüttensee, welcher über den Hüttenseebach in den Bodensee entwässert. Der Hüttensee wird von den noch weiter südlich liegenden Seen Obersee und Pfannsee über Oberseebach und Pfannseebach gespeist.

## Naturschutzgebiet

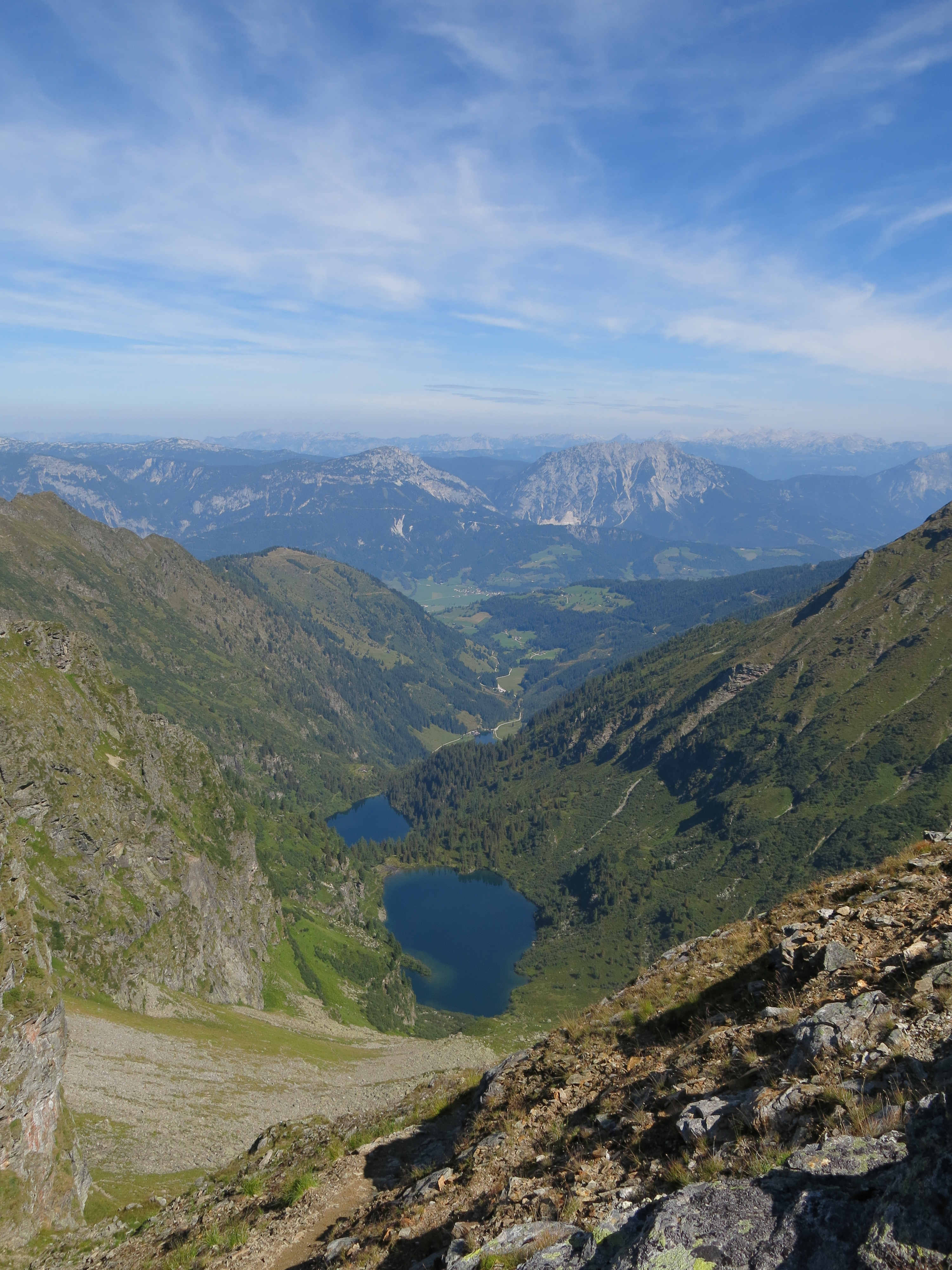
Blick aus der Neualmscharte ins Seewigtal mit Teilen des Naturschutzgebietes Bodensee Sattenbachtal. Von vorne nach hinten Ober-, Hütten- und Bodensee.

Das Naturschutzgebiet Bodensee Sattenbachtal in den Schladminger Tauern beginnt am Bodensee und erstreckt sich von dort aus über 1300 Hektar in südlicher Richtung. Der höchste Punkt des Naturschutzgebietes ist mit 2747 m ü. A. die Hochwildstelle.